# Vetenskapsåret 1841

## Händelser
- Teobromin upptäcks av den ryske kemisten Alexander Woskresensky.

## Pristagare
- Copleymedaljen: Georg Ohm, tysk fysiker.
- Wollastonmedaljen: Adolphe Theodore Brongniart, fransk botaniker och paleontolog. [1]

## Födda
- 29 januari - Henry Morton Stanley, (död 1904), forskningsresande och journalist.
- 2 februari - François-Alphonse Forel, (död 1912), schweizisk läkare, naturforskare och grundare av limnologin.
- 4 februari - Clément Ader, (död 1926), fransk ingenjör, flygpionjär.
- 24 februari - Carl Gräbe, (död 1927 ), tysk kemist.
- 6 mars - Alfred Cornu, (död 1902), fransk fysiker.
- 25 augusti - Theodor Kocher, (död 1917), schweizisk läkare, nobelpristagare i fysiologi eller medicin.
- 3 november - Eugen Warming (död 1924), dansk botaniker och grundare av vetenskaplig ekologi.

## Avlidna
- 9 september - Augustin Pyrame de Candolle, (född 1778), schweizisk botaniker
- 28 oktober - Johann Arfvedson, (född 1792), svensk kemist.
- Marie Boivin (född 1773), fransk barnmorska, medicinsk forskare och uppfinnare.

### Fotnoter
1. ↑  ”Geological Society”. Arkiverad från originalet den 5 juni 2011. https://web.archive.org/web/20110605102217/http://www.geolsoc.org.uk/gsl/society/history/page750.html. Läst 13 april 2011.